# Katie Taylor
Katie Taylor (n. 2 iulie 1986, Bray, Leinster⁠(d), Irlanda) este o boxeră ce a reprezentat Irlanda, medaliată olimpică. A participat la o ediție a Jocurilor Olimpice (2012) în care a câștigat o medalie de aur.

## Participări
Lista de mai jos prezintă principalele competiții la care a participat Katie Taylor de-a lungul carierei.
- boxing at the 2012 Summer Olympics – women's lightweight[*]